# 于鲁和克雷讷
于鲁和克雷讷（法語：Urou-et-Crennes，法語發音：[yʁu e kʁɛn] ⓘ）是法国奥恩省的一个旧市镇，位于该省北部，属于阿让唐区。2017年1月1日，于鲁和克雷讷和相邻的另外13个市镇合并为新市镇欧日地区古费恩（Gouffern-en-Auge）。

## 地理
于鲁和克雷讷（48°44'50"N, 0°0'51"E）面积7.03 平方千米，位于法国诺曼底大区奧恩省，该省份为法国西北部内陆省份，北起顺时针与卡爾瓦多斯省、厄尔省、厄尔-卢瓦省、萨尔特省、马耶讷省和芒什省接壤。
与于鲁和克雷讷接壤的市镇（或旧市镇、城区）包括：锡伊昂古费恩、阿让唐、赛镇、塞维尼。
于鲁和克雷讷的时区为UTC+01:00、UTC+02:00（夏令时）。

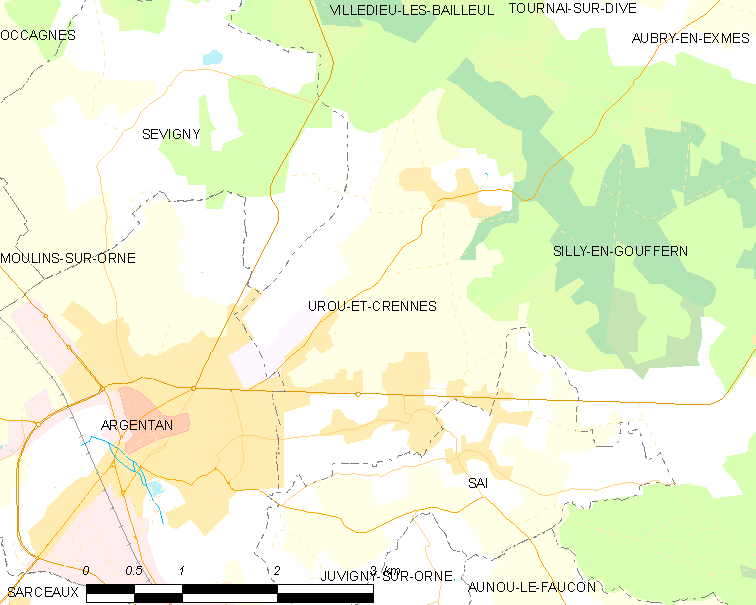
于鲁和克雷讷的OSM定位图

## 行政
于鲁和克雷讷的邮政编码为61200，INSEE市镇编码为61496。

## 政治
于鲁和克雷讷所属的省级选区为阿让唐第二县。

## 人口

1962-2008年间于鲁和克雷讷人口变化图示

于鲁和克雷讷于2018年1月1日时的人口数量为747人。